# 米歇爾·克羅澤
米歇爾·克羅澤（英語：Michel Crozier，1922年11月6日—2013年5月24日）是法国社會學家，從1999年開始擔任法兰西人文院成員，直到他去世。他還是美国文理科学院院士、美國哲學會會員和1997年托克維爾獎得主。